# Verjneviliuisk
Verjneviliuisk (en ruso: Верхневилюйск) es una localidad urbana ubicada en el centro-oeste de la república de Sajá, Rusia, a la orilla derecha del curso medio-bajo del río Vilyuy —el más largo afluente del río Lena—. Su población en el año 2010 era de 6500 habitantes.

## Transportes

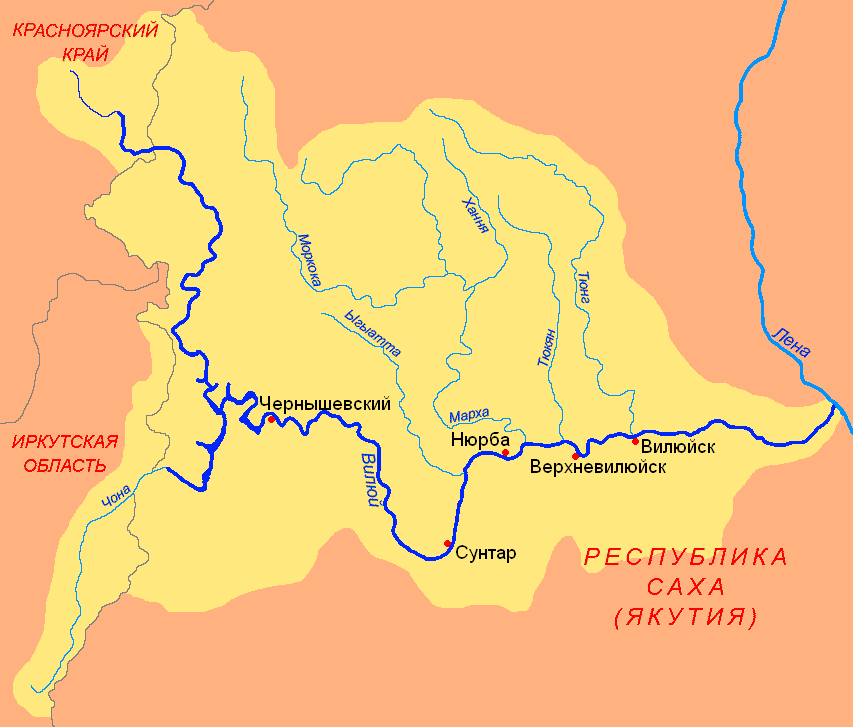
Mapa en ruso del río Vilyuy (Вилюй) en el que está a la orilla derecha de su curso medio-bajo Verjneviliuisk (Верхневилюйск)

La ciudad cuenta con un aeropuerto.

## Clima
El clima de Verjneviliuisk de tipo subpolar con inviernos extremadamente fríos, veranos cortos y precipitaciones escasas, si bien en verano son superiores a las otras épocas del año.